# Zoltán Brüll
Zoltán Brüll (wym. [zoltaːn bryl], ur. 22 czerwca 1905 w Łuczeńcu, zm. 16 stycznia 1945 w Tatrach) – węgierski taternik i lekarz.
Zoltán Brüll uprawiał taternictwo od 1930 roku, jego partnerami wspinaczkowymi byli głównie Węgrzy, Słowacy i Polacy, m.in. Stanisław Motyka, Jan Sawicki i István Zamkovszky. O swojej próbie przejścia nową drogą zachodniej ściany Łomnicy napisał wspomnieniowy artykuł, który ukazał się w 1936 roku w słowackim czasopiśmie turystycznym „Krásy Slovenska”.
W 1944 roku dołączył do słowackiego powstania narodowego i walczył w partyzanckim oddziale „Vysoké Tatry”. Jako lekarz tego oddziału przebywał przez pewien czas w Schronisku Ważeckim, później w Dolinie Krzyżnej i Dolinie Cichej Liptowskiej. Zginął 16 stycznia 1945 roku podczas walki przy partyzanckich bunkrach na stokach Gronika. Początkowo pochowany został wraz z innymi partyzantami na cmentarzu w Kokawie Liptowskiej, w 1947 jego zwłoki przeniesiono na cmentarz żydowski w Łuczeńcu.

## Ważniejsze tatrzańskie osiągnięcia wspinaczkowe
- pierwsze zarejestrowane wejście zimowe na Łomnicką Kopę (ze Štefanem Luxem i Zamkovszkym),
- przejście nowej drogi na południowej ścianie Małego Ostrego Szczytu,
- przejście nowej drogi na południowo-zachodniej ścianie Ostrego Szczytu,
- przejście nowej drogi na wschodniej ścianie Wysokiej[1],
- przejście nowej drogi na południowej grzędzie Wschodniego Szczytu Wideł (1936, z Motyką, Vojtechem Hudymą i Zamkovszkym)[2].